# 阿埃斯科阿新城
阿埃斯科阿新城（西班牙語：Villanueva de Aézcoa）是西班牙纳瓦拉的一个市镇。总面积22平方公里，总人口142人（2001年），人口密度6人/平方公里。